# Protoneura sulfurata
Protoneura sulfurata là loài chuồn chuồn trong họ Protoneuridae. Loài này được Donnelly mô tả khoa học đầu tiên năm 1989.